# 拉基托沃
拉基托沃是保加利亞的城鎮，位於該國西南部，距離首府帕扎爾吉克50公里，由帕扎爾吉克州負責管轄，海拔高度814米，主要經濟活動是木材加工業，2005年人口814。

## 友好城市
- 俄羅斯斯韋特洛格勒

41°59′N 24°05′E / 41.983°N 24.083°E